# Code Lyoko (jeu vidéo)
Code Lyoko est un jeu vidéo développé par DC Studios et sorti en 2007 sur Nintendo DS. Il est le premier tiré de la série animée éponyme.

## Histoire
Le jeu Code Lyoko reprend le scénario des deux premières saisons de la série télévisée, sur lequel il est basé. Les 5 héros collégiens, Jérémie, Odd, Ulrich, Yumi et Aelita affrontent dans le plus grand secret XANA, un dangereux programme informatique qui attaque la Terre depuis un monde virtuel nommé Lyoko. Le jeu est divisé en 15 chapitres, chacun reprenant le scénario d'un ou plusieurs épisodes existants via l'insertion de séquences vidéos extraites des épisodes ou inédites.

## Système de jeu
À l'image de la série qui sépare le monde réel en 2D et le monde virtuel en 3D, le jeu possède deux styles de jeux distincts.
Sur Terre, le style 2D prédomine. Le jeu se déroule sous forme de jeu pointer-et-cliquer, avec des quêtes simples comme retrouver des objets ou découvrir le but de l'attaque de X.A.N.A en cliquant sur les icônes adéquats.
Sur Lyoko, le jeu se déroule en 3D. Il s'agit d'explorer les territoires du monde virtuel en affrontant les monstres de X.A.N.A afin d'atteindre la tour et la désactiver. Chaque personnage possède son propre style d'attaque et ses propres caractéristiques à développer. Chacun d'entre eux possède également un pouvoir spécial qui permettent de franchir certains caps infranchissables par les autres membres du groupe, Odd peut grimper à certaines surfaces, la télékinésie de Yumi lui permet de soulever des éléments du décor barrant le chemin, Ulrich peut utiliser son Super-Sprint afin de traverser des ponts en mouvement, et Aelita peut léviter pendant quelques secondes afin d'atteindre de nouvelles zones.
Tout au long du jeu, afin d'activer le code Lyoko ou de déverrouiller des codes à la fin du jeu, des puzzles sont proposées, en pointant et en cliquant pour déplacer les pièces et résoudre ces énigmes.

## Différences principales avec la série

### Nouveaux monstres
Si la plupart des monstres présent dans le jeu existent dans la série, trois nouveaux monstres, non nommés, apparaissent.
- Un peu plus petit qu'un Kankrelat, un monstre ressemblant à un scarabée rhinocéros européen apparait régulièrement en groupe sur le territoire Forêt. Frappant avec leur corne, il est le seul monstre à attaquer uniquement au corps à corps. Il marche sur 3 fines pattes disposées en triangle, son corps est marron et il possède sur son dos une poche verte. Après avoir été attaqué, cette poche se met à gonfler et se contracter plusieurs fois avant que le monstre ne disparaisse en explosant, causant des dégâts à qui se trouve proche, sans espoir de protection avec ses armes.
- Un nouveau monstre apparaît sur le 5e territoire. Il mesure environ 1 mètre, possède une carapace blanche en guise de tête et une longue patte unique pour se déplacer. Plutôt peureux, il fuit à l'approche d'un combattant (au point de tomber dans les trous à proximité). Il tire des boules de lumière. Sa faiblesse réside dans le temps de chargement de son laser assez long pour laisser le temps de fuir ou d'attaquer. Il est souvent accompagné d'autres monstres plus résistants et, comme les Rampants, reste exclusivement sur Carthage.
- Monstre unique, le Scorpion (nommé dans les crédits du jeu, écrit sans K) sert de boss final au jeu. Il ressemble à un Rampant, en plus musculeux. La partie supérieure de son corps est recouverte d'une armure métallique, la partie inférieure révèle un corps organique sans peau, sa cage thoracique apparente. Il marche sur deux gros pieds pouvant servir de pinces. À distance, il peut envoyer des attaques électriques par son bec et sa queue. Au corps à corps, il peut se servir de sa queue comme un fléau d'armes, ou de son poids pour provoquer un tremblement de terre en sautant.

### Une fin alternative
Le jeu se termine sur un ultime chapitre après la fuite de X.A.N.A. du supercalculateur. Ce dernier souhaite détruire Lyoko en lançant une attaque sur le Cœur de Lyoko. Dans l'ordre de l'histoire des épisodes, cela correspond à l'épisode 53 "Droit au cœur", premier épisode de la saison 3, où le groupe découvre cette nouvelle salle verticale du 5e territoire peuplé des monstres habituels. Dans le jeu, les héros ne rencontre qu'un seul monstre, nouveau : le Scorpion. Ulrich, Yumi et Odd devront chacun leur tour l'affronter. Une fois assez faible, une cinématique s'ouvre avec une scène inédite où l'on peut voir Aelita poursuivie par le Scorpion. Celle-ci, comme dans l'épisode correspondant de la série, découvre alors par hasard son pouvoir : les champs de force.

## Développement
Les premières annonces de sortie du jeu datent d'octobre 2005, soit 1 an et demi avant sa sortie.

## Réactions et critiques
Si les critiques ont apprécié la fidélité du jeu à la série, la linéarité du jeu a posé un problème aux testeurs, le joueur étant très souvent guidé dans les actions qu'il doit mener. La caméra fixe et incontrôlable qui suit le joueur sur Lyoko a elle aussi été assez critiquée.